# Stellar Banner
Die Stellar Banner war ein 2016 gebauter VLOC-Massengutfrachter der südkoreanischen Reederei Polaris Shipping, der im Juni 2020 vor der brasilianischen Küste sank.
Das Schiff gehörte zu einer im Januar 2014 bei Hyundai Heavy Industries in Auftrag gegebenen Dreierserie. Das Typschiff Stellar Ace wurde im Dezember 2015 abgeliefert, die Stellar Banner folgte im Juni 2016 und im Juni 2017 wurde das Trio mit der Stellar Crown vervollständigt. Polaris betrieb die Stellar Banner und einige weitere Schiffe in einer Langzeitcharter des brasilianischen Unternehmens Vale.
Die Stellar Banner begann im Februar 2020 eine Reise mit 294.800 Tonnen brasilianischem Eisenerz von Ponta da Madeira nach Qingdao in China. Nach dem Auslaufen aus Ponta da Madeira am 24. Februar 2020 bekam das Erzschiff Schlagseite und wurde daraufhin etwa 100 km entfernt von São Luís auf Grund gesetzt, um ein Sinken zu verhindern. Die Besatzung wurde gerettet. Über 300 Liter Treibstoff traten aus; insgesamt befanden sich 4000 Tonnen Treibstoff an Bord. Anfang Juni 2020 wurde das Schiff nach der Leichterung von etwa 145.000 Tonnen Eisenerz gehoben und am 12. Juni inklusive der verbliebenen Restladung von 145.000 Tonnen Eisenerz versenkt.
Das Schiffsunglück rief Erinnerungen an den Untergang der Stellar Daisy wach.